# Meduna di Livenza
Meduna di Livenza é uma comuna italiana da região do Vêneto, província de Treviso, com cerca de 2.699 habitantes. Estende-se por uma área de 15 km², tendo uma densidade populacional de 180 hab/km². Faz fronteira com Annone Veneto (VE), Gorgo al Monticano, Motta di Livenza, Pasiano di Pordenone (PN), Pravisdomini (PN).

## Demografia
| Variação demográfica do município entre 1861 e 2011                               |
|                                                                                   |
| Fonte: Istituto Nazionale di Statistica (ISTAT) - Elaboração gráfica da Wikipedia |